# Ba'het Corona
Ba'het Corona is een corona op de planeet Venus. Ba'het Corona werd in 1997 genoemd naar Ba'het, de Egyptische personificatie van overvloed. Oorspronkelijk werd deze structuur Ba'het Patera genoemd.
De corona heeft een diameter van 145 kilometer en bevindt zich in de quadrangles Bereghinya Planitia (V-8) en Sedna Planitia (V-19). Ba'het Corona is ongeveer 230 kilometer lang en 150 kilometer breed en ligt ten westen van Onatah Corona. Beide coronae zijn omgeven door een ring van richels en troggen, die op sommige plaatsen meer radiaal georiënteerde breuken kruisen. De centra van beide coronae bevatten ook radiale breuken, vulkanische koepels en stromen. De twee coronae werden tegelijkertijd gevormd, waarschijnlijk tijdens een enkele opwelling van heet materiaal diep uit het binnenste van Venus, of kunnen wijzen op een beweging van de opwelling of de bovenste lagen van de planeet naar het westen in de loop van de tijd. Een pancake dome bevindt zich net ten zuidwesten van Ba'het Corona.